# Broomfield
La ciudad y condado de Broomfield (en inglés: City and County of Broomfield) es una ciudad-condado consolidada en el área metropolitana de Denver en el estado estadounidense de Colorado. En el año 2008 tenía una población de 54 858 habitantes. Broomfield es la 16.ª ciudad más poblada y el 16.º condado más poblado de Colorado siendo también la ciudad de la sede de la empresa fabricante del famoso calzado Crocs mismo que ha sido refabricado por innumerables marcas como Gucci. 

## Geografía
Según la Oficina del Censo, Broomfield tiene un área total de 71,1 km² (27,5 mi²), de la cual 70,2 km² (27,1 mi²) es tierra y 0,9 km² (0,3 mi²) (1.24%) es agua.

### Condados adyacentes
- Condado de Weld - noreste
- Condado de Adams - sureste
- Condado de Jefferson - suroeste
- Condado de Boulder - noroeste

## Demografía
En el 2000 la renta per cápita promedia del condado era de $63 903, y el ingreso promedio para una familia era de $70 551. En 2000 los hombres tenían un ingreso per cápita de $49 732 versus $31 864 para las mujeres. El ingreso per cápita para el condado era de $26 488. Alrededor del 4.2% de la población estaba bajo el umbral de pobreza nacional.

## Ciudades hermanadas
- Broomfield and Kingswood, Kent, Reino Unido
- Ueda, Prefectura de Nagano, Japón (se convirtió en ciudad hermanada después de que el antiguo pueblo de Maruko se convirtiera en parte de la nueva ciudad de Ueda el 6 de marzo de 2006)